# Coupe du Liechtenstein de football 1946-1947
Navigation
Édition suivante Édition suivante
La coupe du Liechtenstein 1946-1947 de football est la 2e édition de la Coupe nationale de football, la seule compétition nationale du pays en l'absence de championnat.
La finale est disputée à Vaduz, le 21 septembre 1947, entre le FC Vaduz et le FC Triesen.
De la compétition, seul le résultat de la finale est connu.
Le FC Triesen remporte le trophée en battant le FC Vaduz. Il s'agit du 2e titre de l'histoire du club dans la compétition.

## Finale
| 21 septembre 1947 | FC Triesen | 2 - 0 | FC Vaduz | Vaduz |  |
|                   |            |       |          |       |  |